# Friedrich Leutz
Friedrich Leutz (* 1827 in Eberbach; † 30. Juni 1880 in Schwetzingen) war ein deutscher Verwaltungsbeamter.

## Leben
Geboren als Sohn eines Gastwirts, studierte Friedrich Leutz Rechtswissenschaften an der Ruprecht-Karls-Universität Heidelberg. 1847 wurde er Mitglied des Corps Suevia Heidelberg. 1852 wurde er Rechtspraktikant und 1855 Referendär. 1862 erhielt er die Stellung eines Sekretärs bei der Regierung des Oberrheinkreises in Freiburg im Breisgau. 1864 wechselte er als Amtmann zum Bezirksamt Mannheim. 1866 wurde er zum Oberamtmann und Amtsvorstand des Bezirksamts Eppingen ernannt. 1872 wechselte er als Amtsvorstand zum Bezirksamt Adelsheim. Von 1874 bis zu seinem Tod 1880 war er Amtsvorstand des Bezirksamts Schwetzingen. Er war verheiratet mit Elisabeth geb. Engelhorn.